# Der große Kampf (Film)
Der große Kampf (Originaltitel: Going to the Mat) ist ein vom Disney Channel produzierter US-amerikanischer Jugendfilm aus dem Jahr 2004, basierend auf einem Buch von Laurie und Chris Nolan. Regie führte hierbei Stuart Gillard. Drehort des Filmes ist Salt Lake City.

## Handlung
Der blinde Schüler Jason „Jace“ Newfield zieht mit seinen Eltern von New York ins ländliche Utah. Dort angekommen, versucht er seine Unsicherheiten an der neuen Schule mit frechen Sprüchen und seiner Schlagfertigkeit zu überspielen, was ihm zwar gelingt, ihn aber nicht unbedingt beliebt macht. Trotzdem hilft ihm die von der Schule dazu bestimmte Mary Beth Rice, wo es nötig ist. Obwohl Jace ein begnadeter Gitarrist und Schlagzeuger ist, wird ihm deswegen an der neuen Schule keine Anerkennung zuteil. Privat schafft er es, sich mit dem wegen seiner Unscheinbarkeit kaum beachteten Vincent „The Fly“ Shue anzufreunden. Da Jace an seiner alten Schule ein begeisterter Basketball-Spieler war, möchte er dies auch an seiner neuen Schule tun. Doch Coach Rice, Mary Beth's Vater verweigert ihm dies, da er die Voraussetzungen (Bodenpässe und ein akustisches Positionssignal am Korb) vorläufig nicht erfüllen kann. Um dennoch Sport treiben zu können, schlägt Mary Beth ihm vor, es doch mal mit Ringen zu versuchen. Nachdem Jace im Internet recherchiert hat, findet er heraus, dass es für Blinde keinen Grund gibt, nicht zu ringen, nur eine andere Grundstellung ist nötig. Zusammen mit Fly tritt er der Schulmannschaft bei. Auch kommen er und Mary Beth sich immer näher. Durch Tanzen bringt sie ihm das beim Ringen nötige Körpergefühl bei. 
Nach anfänglichen Misserfolgen schafft es Jace sogar, in die Mannschaft zu kommen und gegen Ringer anderer Schulen anzutreten und zu siegen. Auch sein Verhalten ändert sich, als er Hilfe vom ebenfalls blinden Musiklehrer Mason Wyatt bekommt, der ihm des Öfteren die Leviten liest. Durch die Verletzung des Kapitäns des Teams, John Lambrix, nimmt er dessen Platz ein. Lambrix und Jace helfen einander, Lambrix übernimmt Teile von Jace's Training, dafür hilft Jace ihm in Spanisch. Auch die Anerkennung der anderen Schüler kann er so im wahrsten Sinne des Wortes „erringen“. Als Lambrix wieder gesund ist, wird er wegen seines höheren Gewichtes in eine andere Klasse verschoben, da er während seiner Rekonvaleszenz ein paar Kilogramm zugenommen hat. Somit bleibt es an Jace hängen, gegen Lambrix bis dahin unbesiegten Angstgegner „T-Rex“ anzutreten. Dieser Kampf ist der schwerste bisher, und die erste Runde geht komplett an „T-Rex“. Nach einer Verletzung in Runde 2 jedoch kann Jace T-Rex sogar schultern, was ihm aber dennoch nicht den Sieg bringt. Trotzdem kann Jace seine Mannschaft damit für die Staatsmeisterschaft qualifizieren, da die erreichten Punkte für den Gesamtsieg (des Teams) ausreichen. Mary Beth und Jace feiern diesen Erfolg, indem sie erneut miteinander tanzen.

## Kritiken
„Disney-Familienunterhaltung, die innerhalb der gängigen Muster ein Loblied auf den Sport als Mittel zur Integration singt.“

## Auszeichnungen
- 2005: Preisträger des DGA Awards